# دو روی سکه (فیلم)
دو روی سکه فیلمی ایرانی به کارگردانی و نویسندگی محمد متوسلانی و تهیه‌کنندگی یدالله شهیدی، محمد متوسلانی، حسین فرح‌بخش و عبدالله علیخانی ساخته سال ۱۳۷۱ است. این فیلم در دی ۱۳۷۲ بر روی پرده سینما رفت.
محمد متوسلانی و فریدون جیرانی فیلمنامه این فیلم را نوشته‌اند و رضا بانکی نیز مدیر فیلمبرداری این فیلم بوده‌است. ابوالفضل پورعرب، احمد هاشمی، لیلا مصدقی، مرتضی ضرابی، نادیا گلچین، منوچهر حامدی، و امین حیایی در این فیلم ایفای نقش کرده‌اند. ابوالفضل پورعرب در این فیلم با اجرای نقش یک انسان خلافکار که رو به زندگی سالم آورده‌است و نشان دادن حس مورد سوظن بودن توانست بازی قابل قبولی را از خود ارائه دهد.

## خلاصه فیلم
امیر پس از سه سال از زندان آزاد و مشغول به کار در یک مبل‌فروشی می‌شود. به زودی آشنایی‌اش با هما و قرار ازدواج با او، سبب می‌شود تا با روحیه و جدیت بیشتری کارش را پیگیری کند و..

## بازیگران
- ابوالفضل پورعرب
- احمد هاشمی
- لیلا مصدقی
- مرتضی ضرابی
- نادیا دلدارگلچین
- منوچهر حامدی
- امین حیایی
- سیامک عافیت
- عباس قاجار
- هادی صادقپور
- ملیحه نصیری
- عیسی صفایی
- سیامک قدکچیان
- زهره صفوی
- مجید فراهانی

## جشنواره‌ها
فیلم دو روی سکه در دوازهمین دوره جشنواره فیلم فجر (۱۳۷۲) در بخش بهترین عکاسی (حسین فرح‌بخش) حضور داشته‌است.
همچنین این فیلم در سیزدهمین دوره جشنواره فیلم فجر (۱۳۷۳) در دو بخش پوستر (اعلان دیواری) و نمونه فیلم (آنونس) شرکت کرده‌است.